# Braunblanquetia
Braunblanquetia é um género botânico pertencente à família Scrophulariaceae.
O género foi descrito por Ulrich G. Eskuche e publicado em Boletín de la Sociedad Argentina de Botánica 15(4): 357. 1974. A espécie-tipo é Braunblanquetia littoralis Eskuche.
Segundo a base de dados Tropicos, o género só tem uma espécie, Braunblanquetia littoralis.
Trata-se de um género não listado pelo sistema de classificação filogenética Angiosperm Phylogeny Website.